# Aeronaut Glacier
Aeronaut Glacier är en glaciär i Antarktis. Den ligger i Östantarktis. Nya Zeeland gör anspråk på området. Aeronaut Glacier ligger 1 979 meter över havet.
Terrängen runt Aeronaut Glacier är kuperad åt sydost, men platt i nordvästlig riktning. Trakten är obefolkad utan några samhällen i närheten.